# Karim Kamanzi
Abdul Karim Kamanzi Habimana (ur. 18 marca 1983 w Kigali) – rwandyjski piłkarz grający na pozycji napastnika.

## Kariera klubowa
Karierę piłkarską Kamanzi rozpoczął w klubie SC Kiyovu Sport ze stolicy kraju Kigali. W jego barwach zadebiutował w 1995 roku w rwandyjskiej pierwszej lidze. W 1996 roku przeszedł do innego stołecznego klubu, APR FC. W sezonie 1996 sięgnął z nim po dublet - mistrzostwo i Puchar Rwandy. Natomiast w latach 1999-2000 grał w Rayon Sports FC, także z Kigali.
W 2000 roku Kamanzi przeszedł do belgijskiego KAS Eupen z drugiej ligi. W 2001 roku odszedł z niego do piątoligowego R Battice FC, gdzie spędził rok. Z kolei w latach 2002-2006 występował w trzecioligowym CS Visé. W 2006 roku grał w Wietnamie, w Đà Nẵng FC, a w 2008 roku został zawodnikiem trzecioligowego greckiego zespołu Enosi Aleksandrupoli. W 2008 zakończył w nim swoją karierę.

## Kariera reprezentacyjna
W reprezentacji Rwandy Kamanzi zadebiutował w 1995 roku. W 2004 roku został powołany do reprezentacji Rwandy na Puchar Narodów Afryki 2004. Tam rozegrał dwa spotkania: z Gwineą (1:1 i gol w 90. minucie) i z Demokratyczną Republiką Konga (1:0). Do 2004 wystąpił w kadrze narodowej 4 razy i strzelił 1 gola.